# Ćwieczak

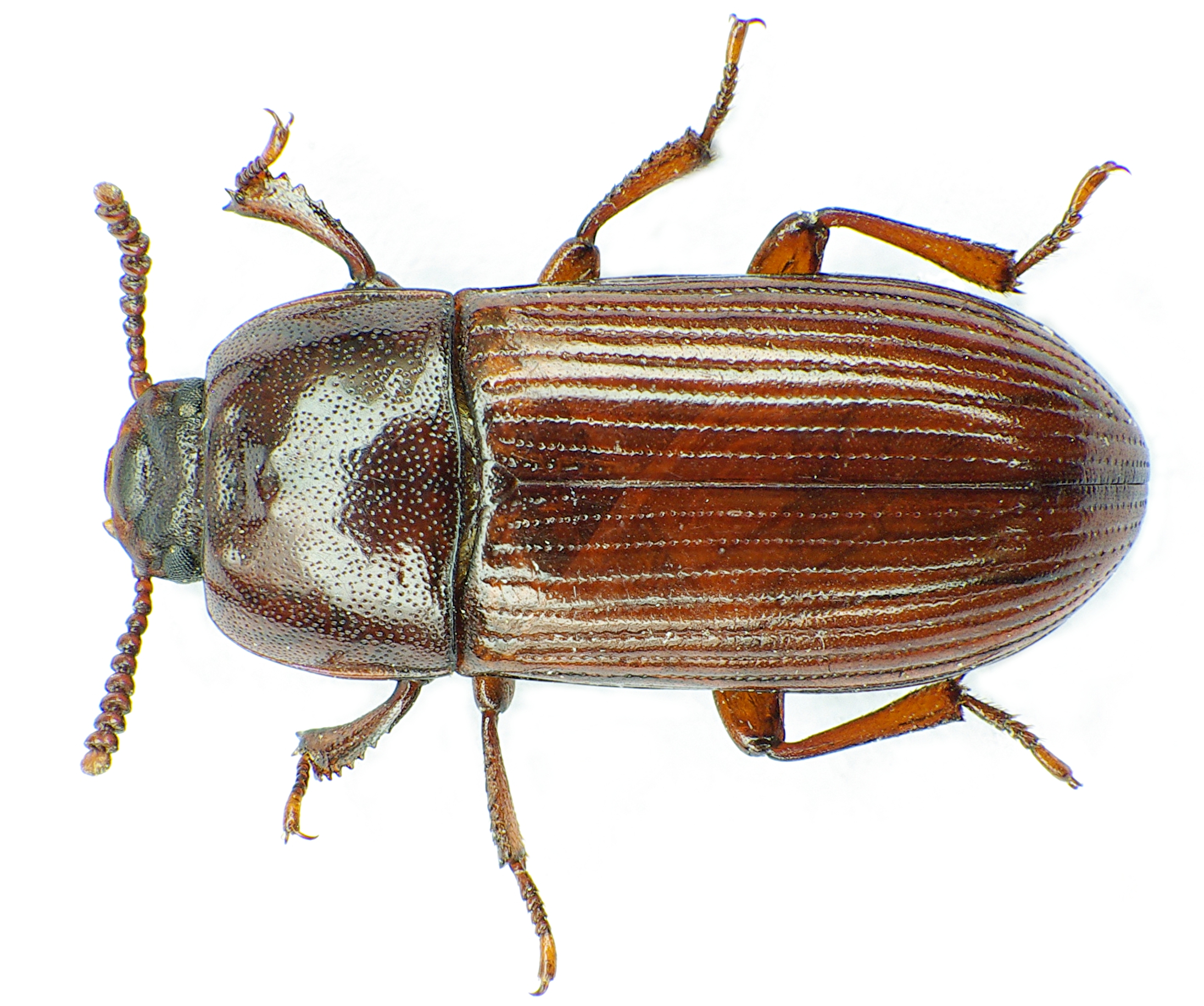
Ćwieczak obrzeżony

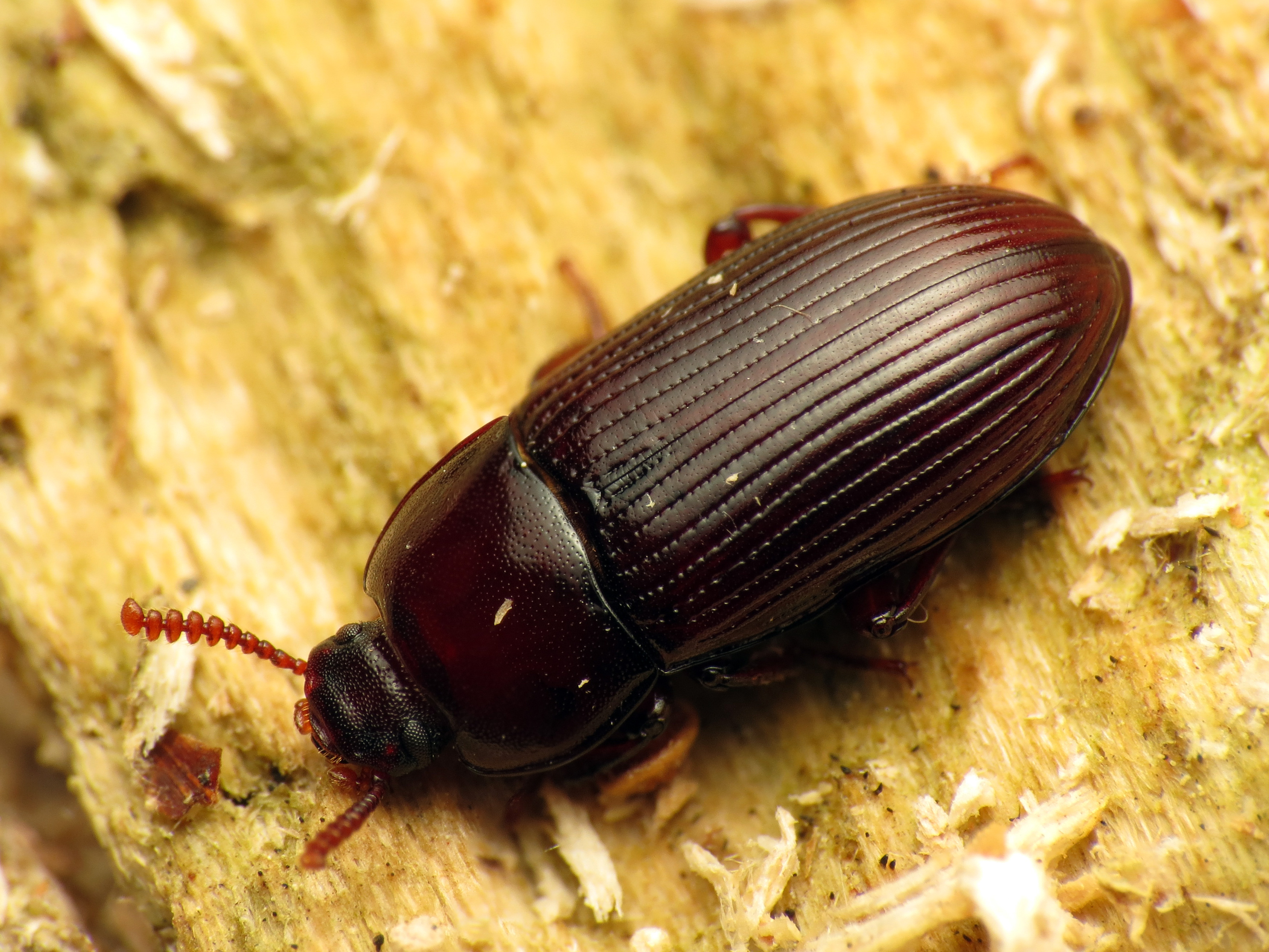
Uloma imberis

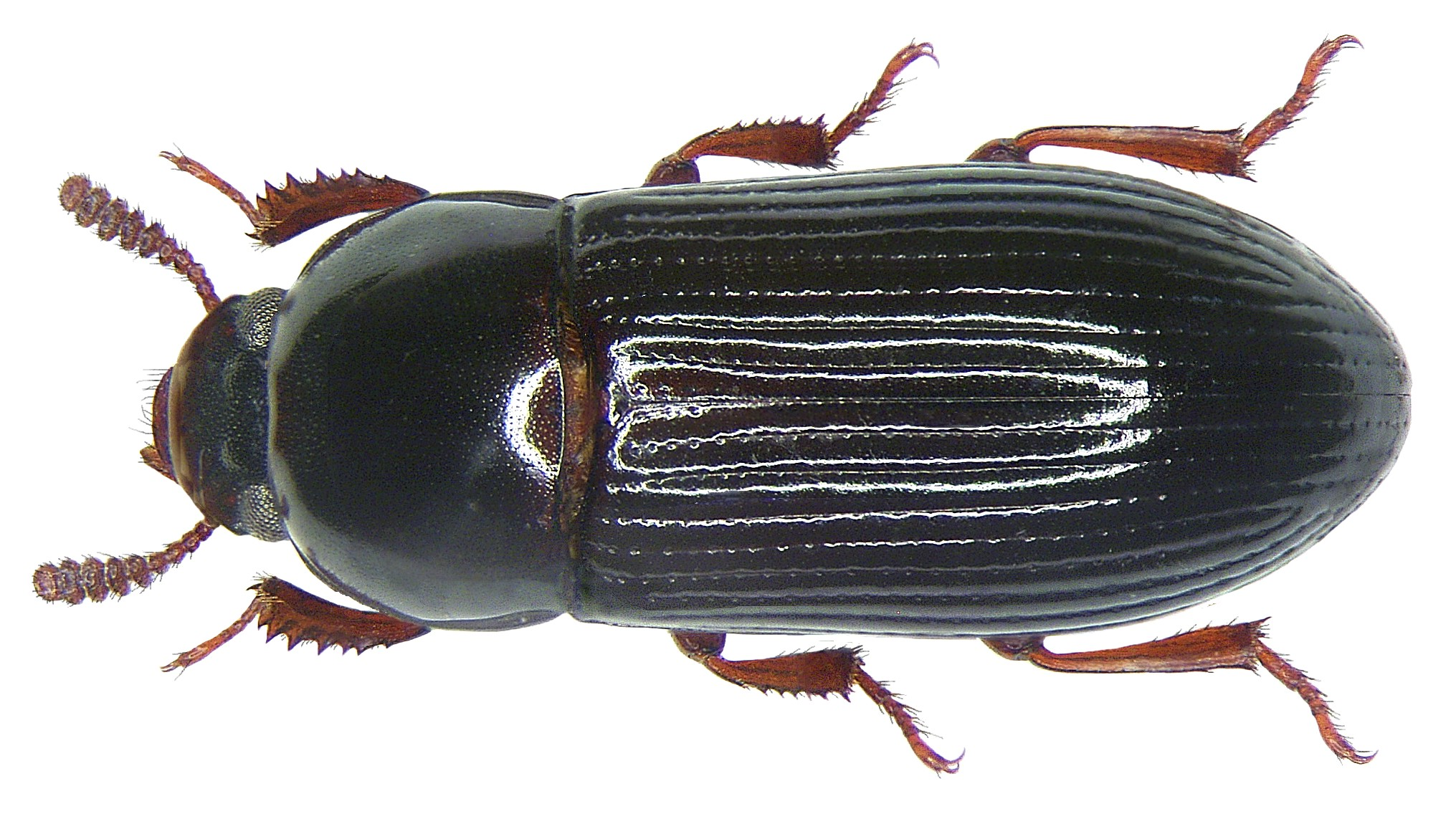
Uloma emarginata

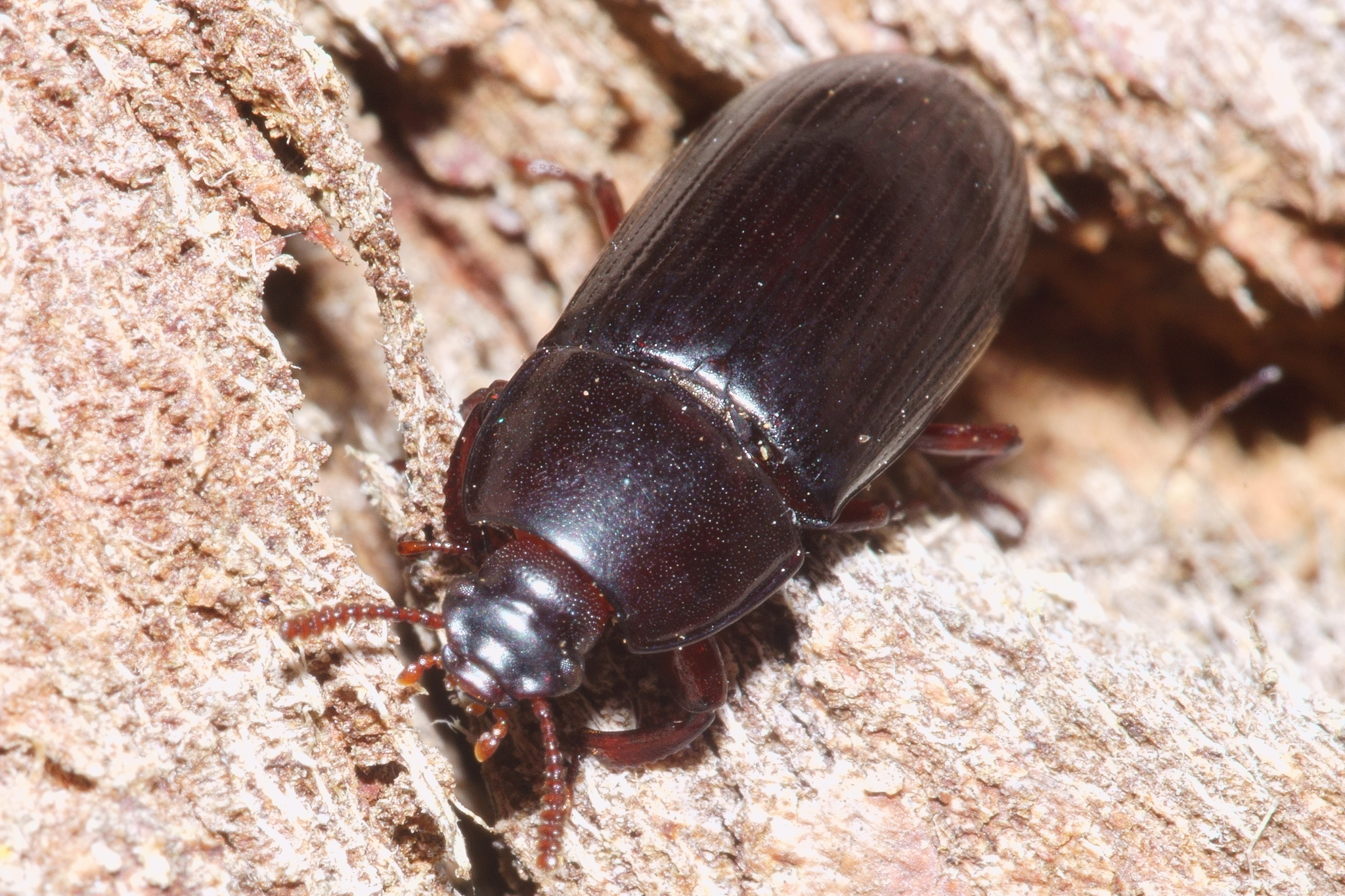
Uloma tenebrionoides

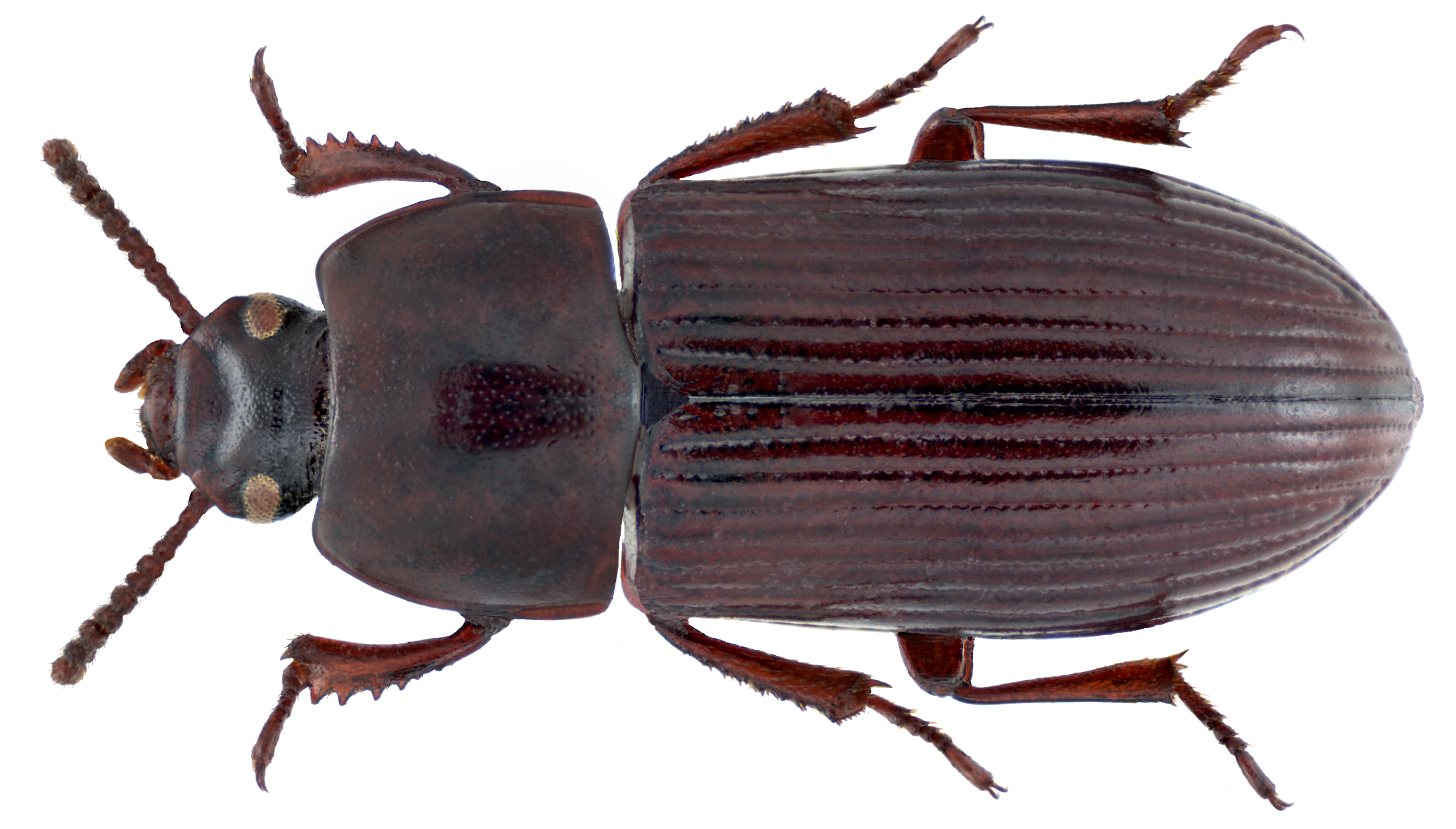
Uloma scita

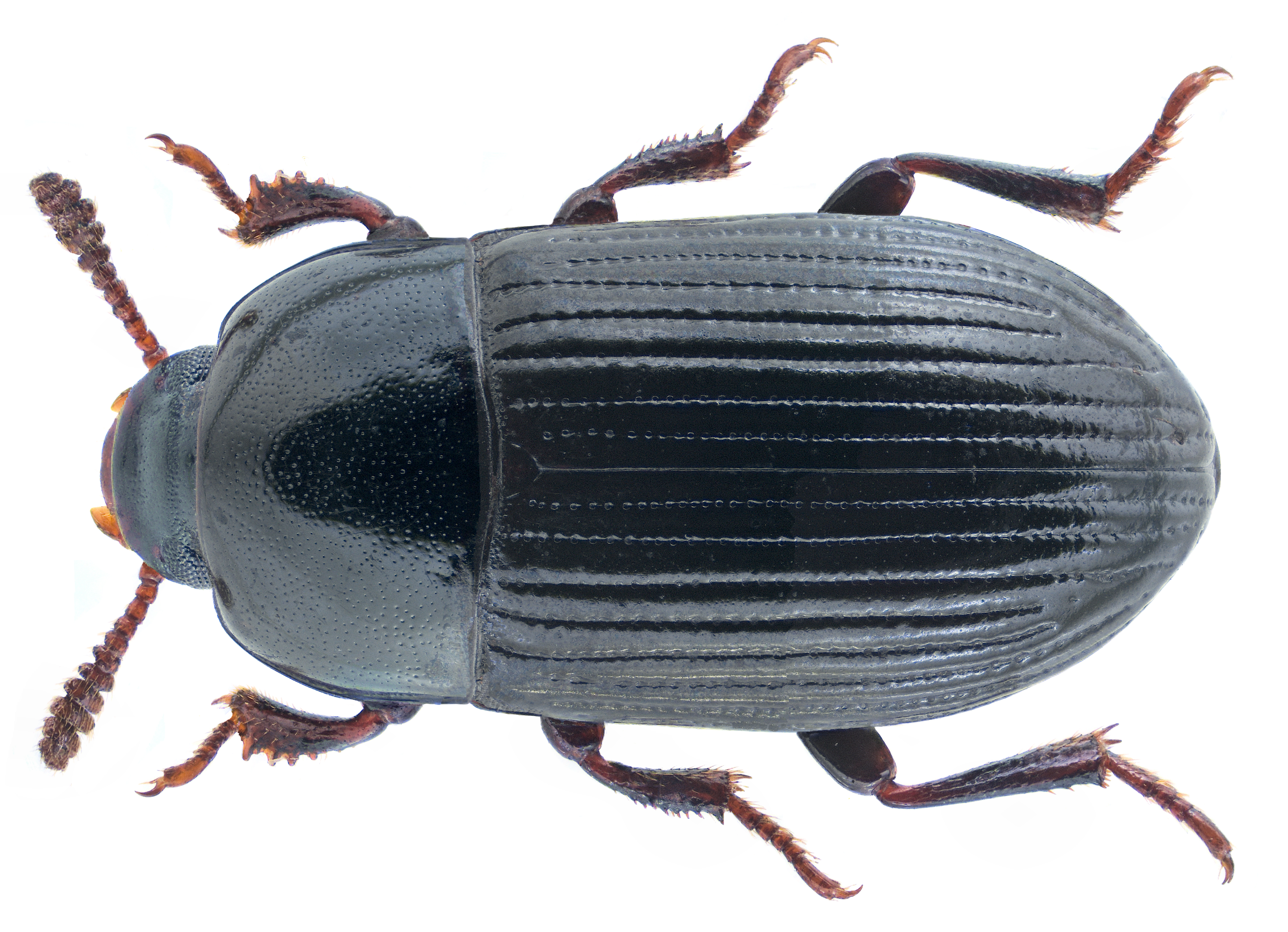
Uloma rufilabris

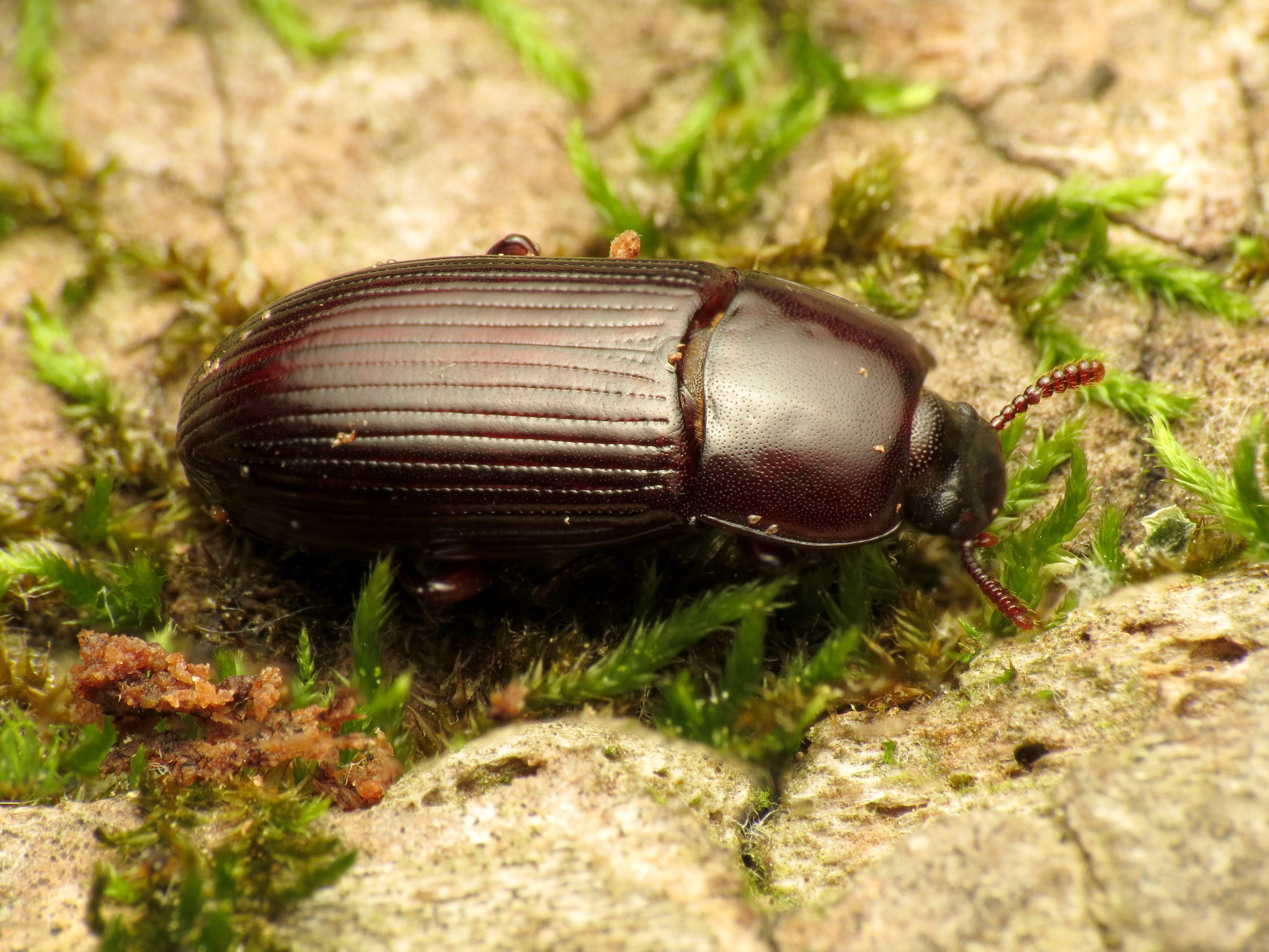
Uloma impressa

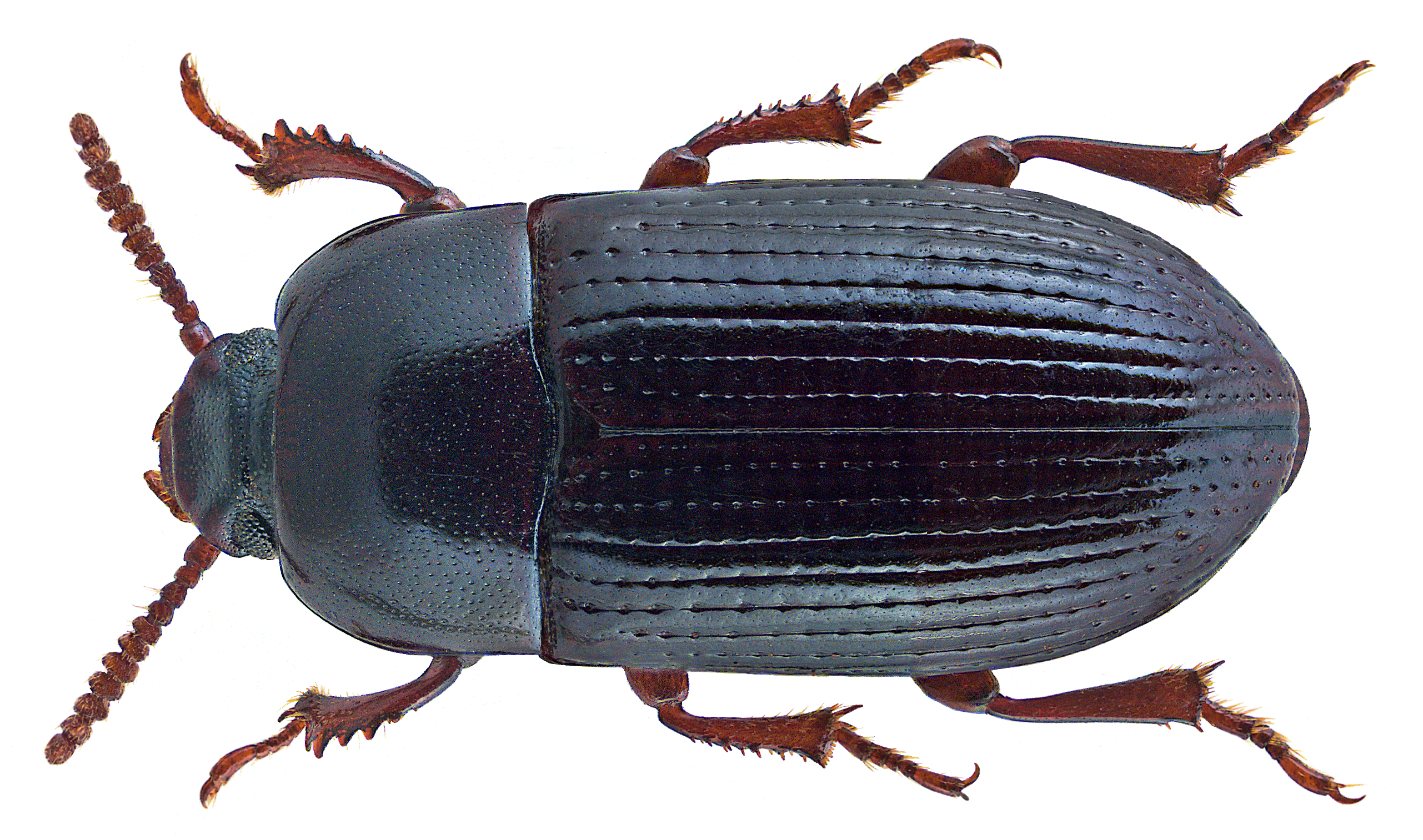
Uloma pusilla

Ćwieczak, ćwieczyn (Uloma) – rodzaj chrząszczy z rodziny czarnuchowatych i podrodziny Tenebrioninae.

## Ekologia i występowanie
Owady saproksyliczne, przechodzące rozwój w butwiejącym drewnie i pod przegrzybiałą korą drzew.
Rodzaj kosmopolityczny, znany ze wszystkich krain zoogeograficznych, najliczniej reprezentowany w strefie tropikalnej i subtropikalnej, zwłaszcza w krainie orientalnej i obszarze papuaskim. W krainie palearktycznej stwierdzono około 50 gatunków, najwięcej w obszarze himalajskim i wschodnioazjatyckim. W Europie występują trzy gatunki. Spośród nich w Europie Środkowej, w tym w Polsce, stwierdzono tylko ćwieczaka obrzeżonego i rdzawego.

## Taksonomia
Takson ten wprowadził w 1821 roku Pierre F.M.A. Dejean. W 1975 roku mocą opinii Międzynarodowej Komisja Nomenklatury Zoologicznej jego gatunkiem typowym  wyznaczony został Tenebrio culinaris, opisany w 1758 roku przez Karola Linneusza. Wprowadzony w 1846 roku przez Adama White’a rodzaj Prioscelida zsynonimizowany został z Uloma w 1880 roku przez Thomasa Brouna. Z kolei wprowadzony w 1856 roku przez Benoit-Philiberta Perrouda i Étienne’a Mulsanta rodzaj Melasia zsynonimizowany został z Uloma w 1859 roku przez Jean Théodore’a Lacordaire’a.
Do rodzaju należy ponad 200 opisanych gatunków, w tym:

- Uloma acrodonta Liu et Ren, 2016
- Uloma antillarum Champion, 1896
- Uloma apicipennis (Fauvel, 1904)
- Uloma apteroides Kaszab, 1982
- Uloma armata Champion, 1886
- Uloma artensis Perroud, 1864
- Uloma australica Kaszab, 1982
- †Uloma avia von Heyden, 1862
- Uloma bituberosa Kirsch, 1875
- Uloma blairi Kaszab, 1982
- Uloma bonzica Marseul, 1876
- Uloma bremeri Schawaller, 2000
- Uloma brunnea (Carter, 1906)
- Uloma burckhardti Schawaller, 2000
- Uloma caledonica Kaszab, 1982
- Uloma carolynae Doyen, 1985
- Uloma carteri Kaszab, 1982
- Uloma castanea Ren et Liu, 2004
- Uloma caviceps Gebien, 1920
- Uloma cavicollis Fairmaire, 1849
- Uloma clamensae Soldati et al., 2014
- Uloma claudiei Kaszab, 1982
- Uloma clypeata Kaszab, 1982
- Uloma compacta Fairmaire, 1893
- Uloma compressa Liu et Ren, 2008
- Uloma condaminei Soldati et al., 2014
- Uloma consentanea Perroud, 1864
- Uloma contortimargina Liu et Ren, 2007
- Uloma contracta Fairmaire, 1882
- Uloma crassestriata Kaszab, 1982
- Uloma culinaris (Linnaeus, 1758) – ćwieczak obrzeżony
- Uloma cypraea Kraatz, 1873
- Uloma damoiseaui Kaszab, 1982
- Uloma divergens Champion, 1886
- Uloma emarginata Montrouzier, 1855
- Uloma excisa Gebien, 1914
- Uloma extraordinaria Spilman, 1961
- Uloma fauveli Kaszab, 1982
- Uloma fengyangensis Liu et Ren, 2016
- Uloma ferreri Schawaller, 2000
- Uloma ferruginea (Piller et Mitterpacher, 1784)
- Uloma formosana Kaszab, 1941
- Uloma fortestriata (Fauvel, 1904)
- Uloma fossulata Champion, 1886
- Uloma fukiensis Kaszab, 1954
- Uloma gadingica Grimm, 2013
- Uloma gebieni Schawaller, 2000
- Uloma girardi Kaszab, 1982
- Uloma gongshanica Ren et Liu, 2004
- Uloma grenadensis Champion, 1896
- Uloma hirticornis Kaszab, 1980
- Uloma imberbis LeConte, 1866
- Uloma impressa Melsheimer, 1846
- Uloma integrimargina Liu et Ren, 2007
- Uloma intricornicula Liu, Ren et Wang, 2007
- Uloma intrusicollis Fairmaire, 1868
- Uloma isoceroides (Fauvel, 1904)
- Uloma itiokai Ando, 2010
- Uloma jourdani Soldati et al., 2014
- Uloma kanekoi Akita et Masumoto, 2017
- Uloma kaszabi Schawaller, 2000
- Uloma kergoati Soldati et al., 2014
- Uloma kimberleyana Kaszab, 1982
- Uloma kondoi Nakane, 1968
- Uloma kuscheli Kaszab, 1982
- Uloma laesifrons Fairmaire, 1882
- Uloma laevicollis Champion, 1886
- Uloma latior Carter, 1926
- Uloma lawrencei Kaszab, 1982
- Uloma leai Kaszab, 1982
- Uloma liangi Ren et Liu, 2004
- Uloma longipes Kaszab, 1982
- Uloma longolineata Liu et Ren, 2007
- Uloma longula LeConte, 1861
- Uloma major Laporte de Castelnau, 1840
- Uloma marginatoides Kaszab, 1982
- Uloma masumotoi Schawaller, 2000
- Uloma meifengensis Masumoto, 1982
- Uloma mentalis Horn, 1870
- Uloma merkli Schawaller, 2000
- Uloma metogana Ren et Yin, 2004
- Uloma mexicana (Lacordaire, 1859)
- Uloma microcephala (Fauvel, 1904)
- Uloma minuta Liu, Ren et Wang, 2007
- Uloma miriceps (Fauvel, 1904)
- Uloma miyakei Masumoto et Nishikawa, 1986
- Uloma moensis Marcuzzi, 2000
- Uloma monteithi Kaszab, 1986
- Uloma mulidenta Ren et Liu, 2004
- Uloma nakanei Masumoto et Nishikawa, 1986
- Uloma nanshanchica Masumoto et Nishikawa, 1986
- Uloma neboissi Kaszab, 1982
- Uloma nomurai Masumoto, 1982
- Uloma novaecaledoniae Kaszab, 1982
- Uloma nyctelia Ando, 2017
- Uloma opaciceps Kaszab, 1982
- Uloma opacipennis (Fauvel, 1904)
- Uloma opacoides Kaszab, 1982
- Uloma orientaloides Kaszab, 1982
- Uloma pachysoma (Montrouzier, 1860)
- Uloma pandanicola Boisduval, 1835
- Uloma paniei Kaszab, 1982
- Uloma parvula Champion, 1896
- Uloma pecki Kaszab, 1982
- Uloma picea Küster, 1846
- Uloma picicornis Fairmaire, 1882
- Uloma planimentoides Kaszab, 1982
- Uloma planimentum Gebien, 1914
- Uloma polita (Wiedemann, 1821)
- Uloma punctata Fauvel, 1904
- Uloma punctulata LeConte
- Uloma quadratithoraca Liu et Ren, 2008
- Uloma queenslandica Kaszab, 1982
- Uloma reitteri Kaszab, 1941
- Uloma reticulata Liu, Ren et Wang, 2007
- Uloma retusa (Fabricius, 1801)
- Uloma robusta Kaszab, 1986
- Uloma rotundipennis Kaszab, 1982
- Uloma rubens Laporte, 1840
- Uloma rubripes (Hope, 1831)
- Uloma rufa (Piller et Mitterpacher, 1783) – ćwieczak rdzawy
- Uloma rufilabris Fairmaire, 1882
- Uloma sanguinipes (Fabricius, 1775)
- Uloma sarasini Kaszab, 1982
- Uloma sarawakensis Ando, 2017
- Uloma sauteri Kaszab, 1941
- Uloma scita Walker, 1858
- Uloma serripunctata Ando, 2017
- Uloma sexdecimlineata Montrouzier, 1860
- Uloma sextuberosa Kaszab, 1980
- Uloma simillima Gebien, 1914
- Uloma spectabilis Perty, 1831
- Uloma spinipes Champion, 1886
- Uloma splendida Ren et Liu, 2004
- Uloma sulcata Champion, 1896
- Uloma takagii Masumoto et Nishikawa, 1986
- Uloma tenebrionoides (White, 1846)
- Uloma tibialis Kaszab, 1982
- Uloma truncata Fairmaire, 1893
- Uloma tsugeae Masumoto, 1982
- Uloma valgipes Liu et Ren, 2013
- Uloma versicolor Ren et Liu, 2004
- Uloma westringi Mannerheim, 1844
- Uloma zhengi Liu et Ren, 2007